# Bad Schwanberg
Bad Schwanberg est une commune autrichienne du district de Deutschlandsberg en Styrie.